# Prostanthera collina
Prostanthera collina là một loài thực vật có hoa trong họ Hoa môi. Loài này được Domin miêu tả khoa học đầu tiên năm 1928.